# Gary Stevens (Fußballspieler, 1962)
Gary Andrew Stevens  (* 30. März 1962 in London) ist ein ehemaliger englischer Fußballspieler. Zwischen 1984 und 1986 bestritt er sieben Länderspiele für England und stand im englischen Kader der Fußball-Weltmeisterschaft 1986 in Mexiko.

## Karriere

### Brighton & Hove Albion (1979–1983)
Gary Stevens debütierte am 15. September 1979 im Alter von 17 Jahren für den englischen Erstligisten Brighton & Hove Albion. Im weiteren Verlauf der Saison 1979/80 bestritt er noch fünfundzwanzig Ligaspiele und erzielte dabei ein Tor. In den folgenden drei Erstligaspielzeiten profilierte er sich als Stammspieler in Brighton und beendete die First Division beständig im unteren Mittelfeld der Tabelle. In der First Division 1982/83 stieg er mit seiner Mannschaft als Tabellenletzter in die zweite Liga ab. Dafür zog der Außenseiter in das Finale des FA Cup 1982/83 ein und erreichte im Finale gegen Manchester United ein 2:2. Gary Stevens erzielte in der 87. Minute den späten Ausgleichstreffer. Fünf Tage später verlor Brighton die Wiederholungspartie deutlich mit 0:4.

### Tottenham Hotspur (1983–1990)
Nach dem Abstieg mit Brighton wechselte Stevens im Juni 1983 zu Tottenham Hotspur. Mit dem Vorjahresvierten zog er ins Finale des UEFA-Pokal 1983/84 ein und besiegte nach zwei engen Spielen den RSC Anderlecht im Elfmeterschießen mit 4:3. Stevens trat dabei als dritter Schütze für die Spurs an und vollendete zum zwischenzeitlichen 3:1. In der Liga erreichte das Team lediglich den achten Platz, zog als Titelverteidiger jedoch erneut in den UEFA-Pokal 1984/85 ein und scheiterte im Viertelfinale am späteren Titelträger Real Madrid (0:1 und 0:0). Deutlich besser als im Vorjahr spielte die Mannschaft von Gary Stevens (28 Ligaspiele) 1984/85 mit dem Erreichen des dritten Tabellenplatzes. Durch die internationale Sperre aller englischen Vereine infolge der Heysel-Katastrophe verpasste Tottenham jedoch den erneuten Einzug in den Europapokal. Eine gute Ligaplatzierung gelang dem Team um den Torschützenkönig Clive Allen in der First Division 1986/87 als Tabellendritter. Zudem zog der Verein in das Finale des FA Cup 1986/87 ein, verlor diese Partie jedoch mit 2:3 nach Verlängerung gegen Coventry City. Gary Stevens wurde zu Beginn der Verlängerung für Osvaldo Ardiles eingewechselt. In den folgenden Spielzeiten reduzierten sich die Einsätze von Stevens nach einer schweren Verletzung im Jahr 1988 deutlich.

### FC Portsmouth (1990–1992)
Im Januar 1990 wechselte der 27-jährige Gary Stevens zum Zweitligisten FC Portsmouth. Nach zweieinhalb Jahren in der Football League Second Division beendete er im Alter von nur 30 Jahren verletzungsbedingt vorzeitig seine Karriere.

### Englische Nationalmannschaft (1984–1986)
Gary Stevens debütierte am 17. Oktober 1984 in der Qualifikation zur Weltmeisterschaft 1986 für England beim 5:0-Heimsieg über Finnland. Er bestritt noch zwei weitere Spiele in der Qualifikation und wurde von Trainer Bobby Robson in den englischen WM-Kader berufen. Sein erstes WM-Spiel bestritt er im zweiten Vorrundenspiel beim 0:0 gegen Marokko. Seinen zweiten und letzten Einsatz in diesem Turnier erhielt er im Achtelfinale beim 3:0 gegen Paraguay. England scheiterte im Viertelfinale mit 1:2 am späteren Weltmeister Argentinien. Eine Besonderheit stellte die Tatsache dar, dass sich mit Gary Stevens (* 1963) vom FC Everton ein weiterer Spieler gleichen Namens im englischen WM-Kader befand. Nach dem Turnier bestritt Stevens kein weiteres Länderspiel.

## Erfolge
Tottenham Hotspur
- FA-Cup-Finalist: 1983
- UEFA-Pokal-Sieger: 1984
- FA-Cup-Finalist: 1987